# Fundación Euskokultur
Euskokultur es una Fundación de tipo cultural creada en el año 2000. Radica en Pamplona y, en general, su campo de trabajo es la cultura vasca y demás manifestaciones culturales presentes en Euskal Herria. 

## Historia
La fundación Euskokultur fue creada en 2000 por el pamplonés Eugenio Arraiza Rodríguez-Monte, con la colaboración de su esposa María Josefa Fernández, impulsado por su preocupación por la cultura vasca, y a fin de canalizar los esfuerzos de muchos años. Desde el primer momento se rodeó de varias personas para que le ayudaran, tales como Bixente Serrano Izko, Kike Diez Ulzurrun o Lontxo Aburuza, quienes después pasaron a ser patronos de la fundación. Tras la muerte de Eugenio Arraiza en 2015, es el patronato quien dirige la fundación. En el comienzo de 2017, estas son las personas que lo conforman: Bixente Serrano, Maite Lakar, José Antonio Solano y Juan Carlos Etxegoien Xamar.

## Cultura
Eugenio Arraiza transmitió a la fundación la amplia mirada que él tenía sobre la cultura, es decir, saber y conocimiento, pero sobre todo algo vivo y que se recrea cada día a una con la vida. En el libro Euskal Herria ardatz, publicado en 2007 por UEU, están expuestas sus bases teóricas principales, o sea, sus puntos de partida y su visión sobre los hechos culturales. Dos tríadas aparecen en la base de esa teoría y en el subtítulo del libro: la una "cultura, identidad, poder", y la otra "conocimiento, sentimiento, acción".
La cultura es algo que pertenece a los humanos, no al territorio, y Arraiza la define como "una forma de pensar que está en proceso de construcción". Así, todos los aspectos presentes o que evolucionan en Euskal Herria son componentes de la cultura del pueblo vasco, ya se den en una u otra lengua, y de ahí proviene el continuo uso del concepto "temas de Eusko cultura".

## Ámbito de trabajo
En cuanto al territorio, y debido a la cercanía, Navarra es el campo de acción primordial de la fundación, pero, por supuesto, el eje es Euskal Herria, si ha de alcanzar un sentido pleno. A partir de ahí, la fundación busca la colaboración mediante convenios y otros con las instituciones y entidades privadas.